# Hoplarchus psittacus
Hoplarchus psittacus — вид риб родини цихлові (Cichlidae). Єдиний вид у монотиповому роді Hoplarchus Kaup 1860.
Hoplarchus psittacus є ендеміком чорноводних рік Бразилії, Колумбії та Венесуели, включаючи річки Неґру (Rio Negro), Джамарі (Jamari), Прето-да-Ева (Preto da Eva), Юрубу (Urubu) й верхній дренаж Оріноко (Orinoco).
Вид утримують в акваріумах і в торгівлі отримав назву, що стала поширеною, — «цихліда-папуга» (цю ж назву мають ще два інші види).
| Рекомендовані умови в акваріумі | Рекомендовані умови в акваріумі |
| ------------------------------- | ------------------------------- |
| Об'єм                           | великий                         |
| Температура води                | 24 — 30 °C                      |
| Твердість води                  | м'яка                           |
| Кислотність pH                  | 5,5 — 6,0                       |
| Корм                            | живий, морожений і сухий        |